# Ernest Mahaim

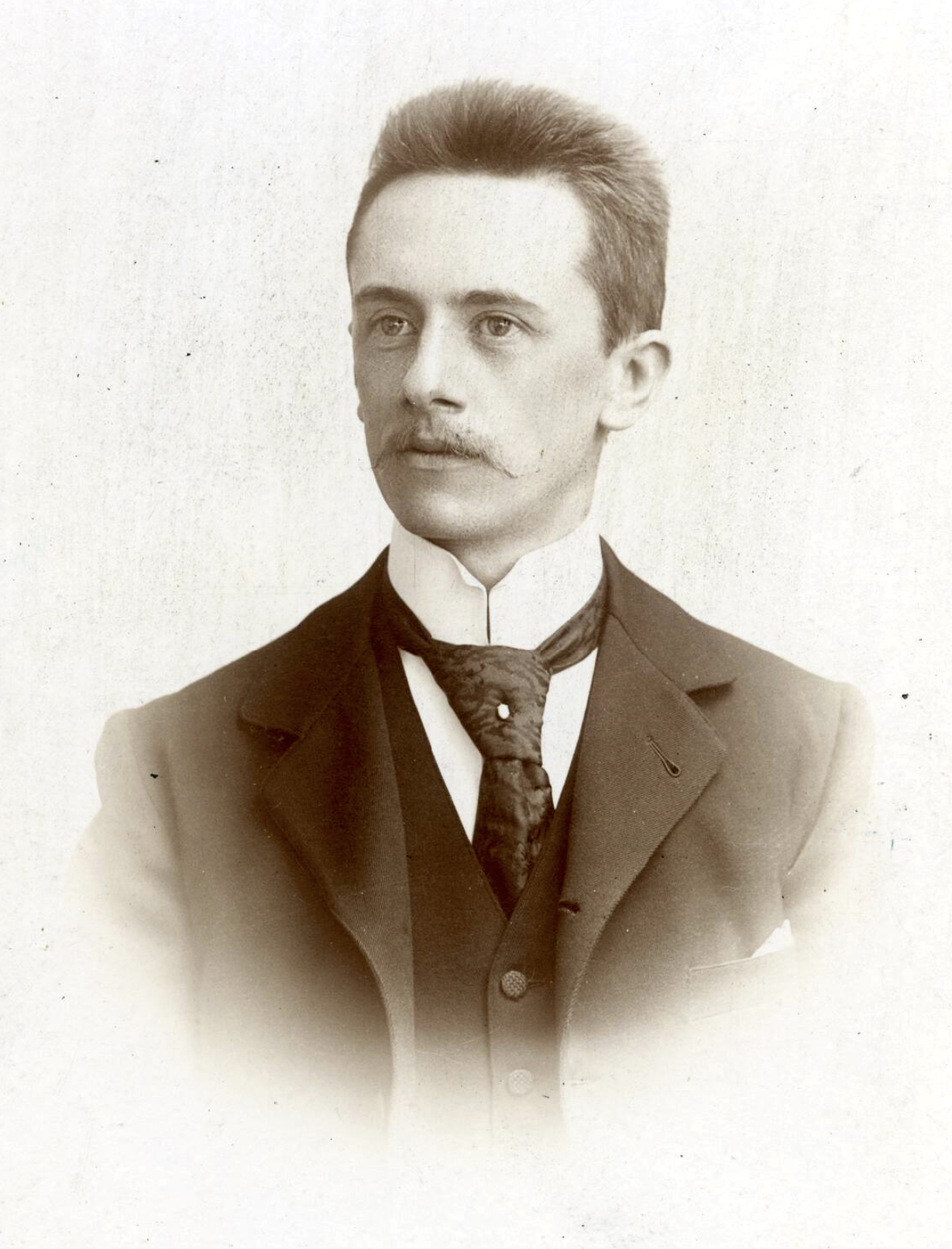
Ernest Mahain (foto door Léonard-Hubert Zeyen).

Ernest Aimé Joseph Mahaim (Momignies, 27 april 1865 - Luik, 30 november 1938) was een Belgisch rechtsgeleerde, socioloog en politicus.

## Levensloop
Mahaim studeerde rechten en politieke en administratieve wetenschappen aan de Universiteit van Luik bij Emile de Laveleye, die hij opvolgde. Van 1892 tot 1935 was hij hoogleraar internationaal publiek- en privaatrecht aan de universiteit van Luik. Mahaim was directeur van het Sociologisch Instituut Solvay van de ULB. Gedurende de Eerste Wereldoorlog was hij voorzitter van het Hulp- en Voedingscomité voor de Provincie Luik.
Na de oorlog schreef hij als specialist mee aan het hoofdstuk XIII van het Verdrag van Versailles over de oprichting van de Internationale Arbeidsorganisatie, waarvan hij voorzitter werd.
Als liberale extra-parlementair werd hij van oktober tot december 1921 gedurende korte tijd minister van nijverheid, arbeid en ravitaillering in de regering-Carton de Wiart.
Het was de bedoeling dat hij in 1921 gecoöpteerd senator zou worden voor de liberalen, maar hij raakte niet verkozen.
Onder zijn leerlingen bevonden zich de latere politici en ministers Fernand Dehousse en Léon-Eli Troclet.
- Bibliothèque nationale de France: cb12331769q (data)
- Gemeinsame Normdatei: 116679514
- International Standard Name Identifier: 0000 0000 8132 7582
- Library of Congress Control Number: n85158298
- Nationale Bibliotheek van Tsjechië: skuk0003876
- Nationale Bibliotheek van Israël: 987007274520505171
- Nederlandse Thesaurus van Auteursnamen: 070591431
- Système universitaire de documentation: 032250509
- Trove: 1065616
- Virtual International Authority File: 54218646
- WorldCat: E39PBJrWyjVF9Q3wggMPKBkCcP

1. ↑  "Het Parlement. De Senaat", Gazet van Antwerpen 28.12.1921, p. 1